# 김옥윤
김옥윤(金玉允, 1901년 ~ 1990년 1월 27일)은 대한민국의 제4대 부통령 및 제2, 7대 국무총리를 지낸 장면의 아내이다.

## 생애
독실한 가톨릭 신앙인 가문에서 태어났다. 17세에 장면과 서울 중림동 성당에서 결혼하였다. 장면과의 사이에 6남 3녀를 두었다.

## 5·16 군사 정변 관련
족청계 쿠테타 설을 접한 김옥윤은 왕년의 족청계 지도자인 이범석에게 전화를 걸었다. 두 사람의 집안은 서로 잘 아는 사이였다. 김옥윤이 그 설을 듣고 소문 확인 차원에서 안부 전화를 겸해서 전화를 걸었는데, 이범석은 자신을 의심하는 것에 대해 벌컥 화를 냈다.

지금 세상에 족청계가 어디 있다고 그런 소리를 하는 거요? 당신네들 이젠 정권을 잡으니 족청의 망령까지도 때려잡지 못해 안달이오?

몇 차례 안좋은 말이 오고 가다가 김옥윤은 이범석의 인격을 문제 삼았고, 이범석은 '여편네' 운운하면서 언쟁을 벌였다.

## 가계
- 남편 : 장면(張勉, John Myun Chang, 1899년 8월 28일 ~ 1966년 6월 4일)
  - 첫째 아들: 장영(張英, 1920년 7월 2일 ~ 1922년 음력 4월 6일)
  - 둘째 아들: 장진(張震, 요셉, 1927년 2월 10일 ~ 2011년 9월 30일, 서강대학교 생물학과 명예교수)
  - 며느리 : 김종숙(베로니카, 1934년 ~ )
  - 셋째 아들: 장건(張建, 1932년 2월 26일 ~ , 미국 거주)
  - 넷째 아들: 장익 (張益, 십자가의 요한, 1933년 11월 20일 ~ 2020년 8월 5일, 로마 가톨릭 주교, 한국천주교주교회의 의장)
  - 다섯째 아들: 장순(張純, 1935년 10월 17일 ~ , 미국 보스턴 리지스대학교 정치학 교수, 미국 거주)
  - 여섯째 아들: 장흥(張興, 1939년 9월 20일 ~ , 벨기에 루벵 대학 철학박사, 파리은행 은행원, 프랑스 거주)
  - 첫째 딸: 장명숙(張明淑, 안나, 1918년 8월 10일 ~ 1919년 8월 2일)
  - 둘째 딸: 장의숙(張義淑, 베네딕타, 1930년 2월 21일 ~ 로마 가톨릭 수녀, 미국 거주)
  - 셋째 딸: 장명자(張明子, 데레사, 1941년 10월 3일 ~ 1987년, 미국 펜실베이니아 빌라노바대학교 도서관학 석사)

## 기타
김옥윤은 미국이 5·16 군사 정변을 알고도 묵인했고, 남편 장면이 미국 대사관에 도움을 요청했을 때 그의 신분을 알면서도 미국이 일부러 방조했다고 주장하였다.

## 같이 보기
- 장면
- 윤보선
- 프란체스카 도너
- 공덕귀
- 김윤옥
- 육영수
- 이순자
- 이은혜